# Femmes de personne
Pour plus de détails, voir Fiche technique et Distribution.
Femmes de personne est un film français écrit et réalisé par Christopher Frank, sorti en 1984.

## Synopsis
À Paris, quatre femmes entre 25 et 40 ans travaillent ensemble dans un cabinet de radiologie. Qu'elles soient célibataires, divorcées, mariées, leur vie privée et leurs aspirations diffèrent.

## Fiche technique
- Titre : Femmes de personne
- Réalisation : Christopher Frank, assisté d'Alain-Michel Blanc	et Michel Thibaud
- Scénario : Christopher Frank
- Photographie : Jean Tournier
- Montage : Nathalie Lafaurie
- Musique : Georges Delerue
- Décors : Dominique André
- Costumes : Yvette Frank
- Producteur : Alain Terzian
- Sociétés de production : FR3 Cinéma, T. Films
- Sociétés de distribution : Parafrance Films (France), European Classics (États-Unis)
- Pays d'origine :  France
- Langue : français
- Genre : drame
- Durée : 106 minutes (1 h 46)
- Date de sortie : 
  - France : 14 mars 1984

## Distribution
- Caroline Cellier : Isabelle Lamant
- Marthe Keller : Cécile Nodier
- Fanny Cottençon : Adeline
- Élisabeth Étienne : Julie
- Patrick Chesnais : Marc Lamant
- Jean-Louis Trintignant: Michel Gilquin
- Philippe Léotard : Antoine
- Marcel Bozonnet : l'ami d'Antoine
- Vania Vilers : le frère d'Adeline
- Karol Beffa (dit Karol Zuber) : le fils de Cécile
- Pierre Arditi : l'ex-mari de Cécile
- Amélie Gonin : Virginie Lamant
- Yvette Delaune : Mme Gilquin
- Bernard Farcy : Bruno, un radiologue
- Dominique Constanza : Muriel, une radiologue
- Henri Czarniak : Bouladoux, le carrossier
- Georges Claisse : Henry, un amant de Cécile
- Sylvain Joubert : un amant de Cécile
- Pierre-William Glenn : l'ancien amant d'Adeline
- Smaïn (au générique Smaïn Fairouze): un assistant-radiologue
- Valérie Stroh
- Patrick Braoudé
- Bernard Tixier